# Triaenops
Triaenops là một chi động vật có vú trong họ Dơi nếp mũi, bộ Dơi. Chi này được Dobson miêu tả năm 1871. Loài điển hình của chi này là Triaenops persicus Dobson, 1871.

## Các loài
Chi này gồm các loài: